# Thomas Blaschek

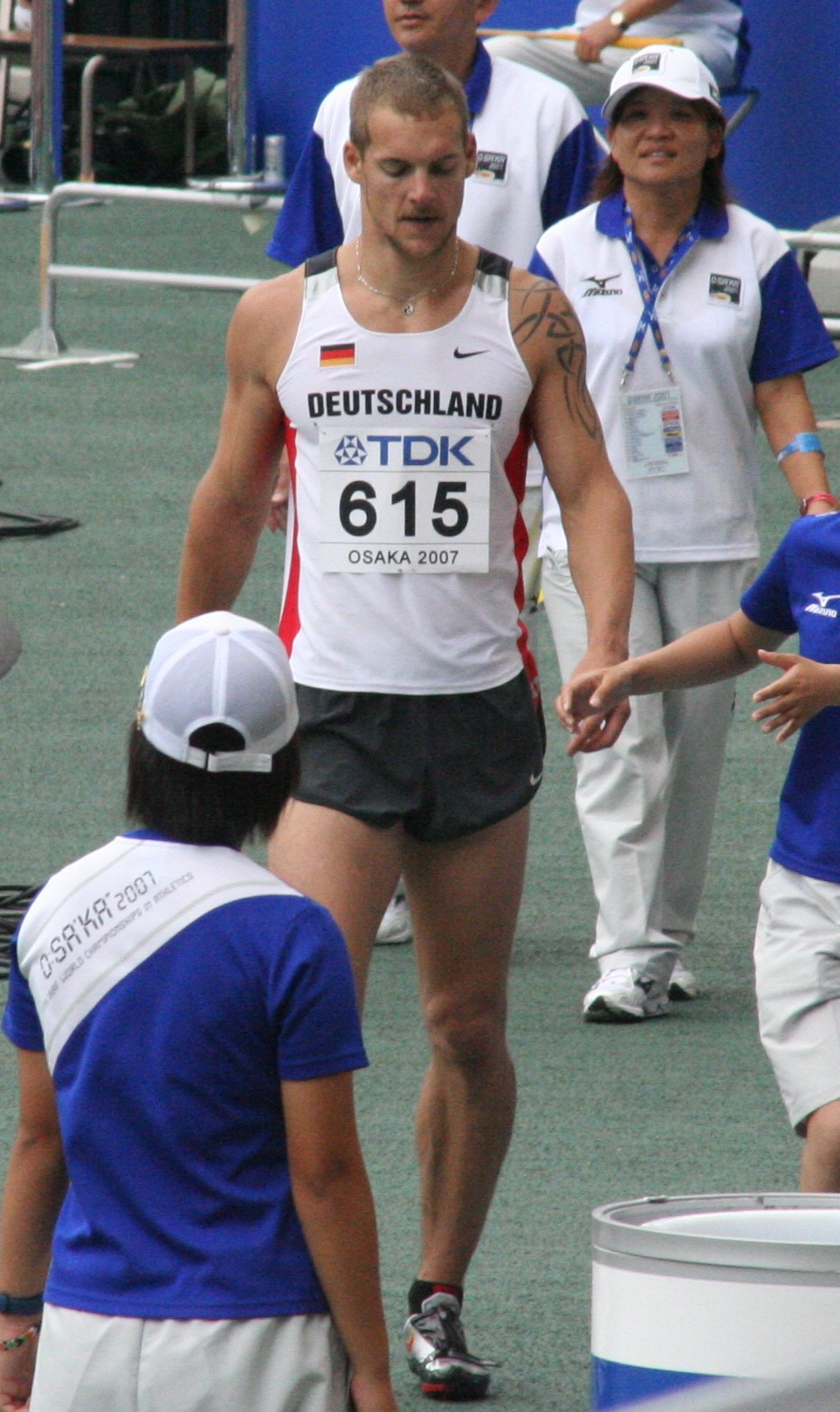
Thomas Blaschek bei den Weltmeisterschaften 2007

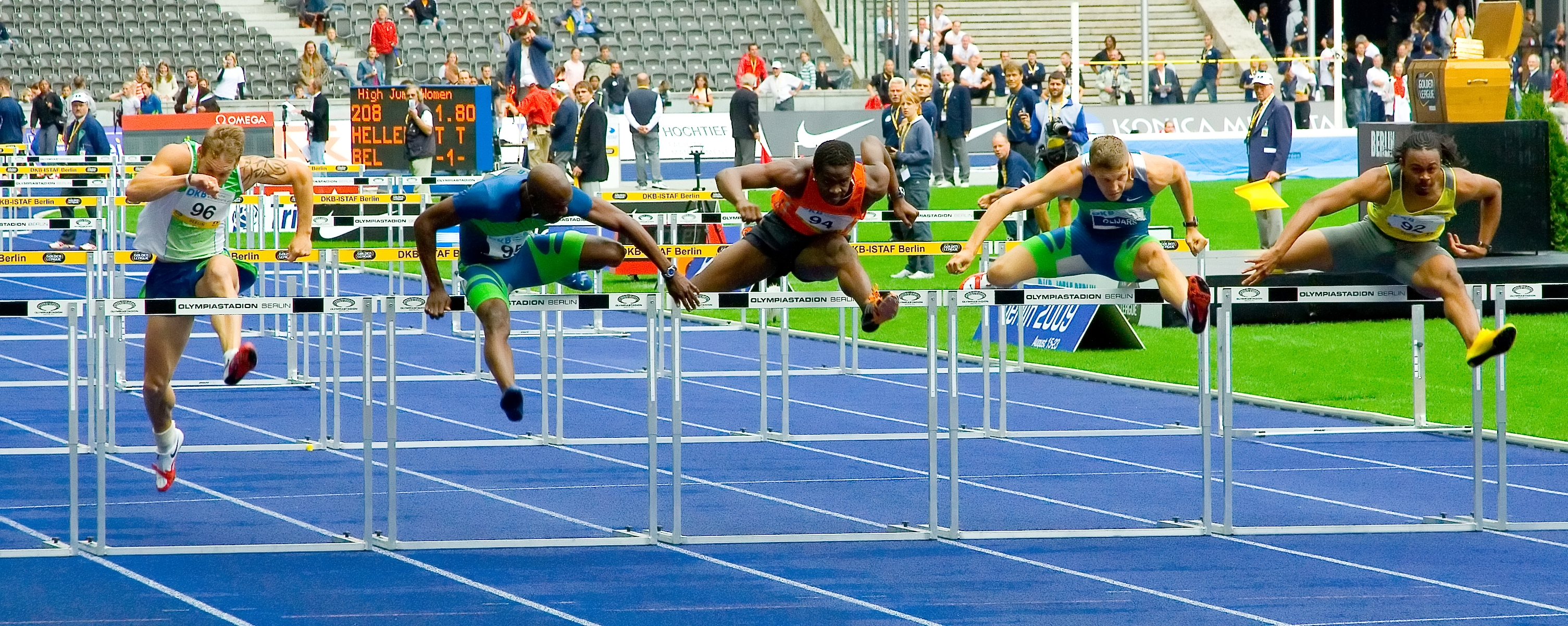
Thomas Blaschek (links) beim ISTAF 2006

Thomas Blaschek (* 5. April 1981 in Gera) ist ein ehemaliger deutscher Leichtathlet und aktueller Bobsportler.

## Leben
Thomas Blaschek ist 1,89 m groß und wiegt 87 kg.
Er begann seine sportliche Laufbahn bei SV Gera, ging dann zum TuS Jena und trainierte dort bei Stefan Poser. Nach einem extremen Leistungstief wechselte Blaschek zum LAZ Leipzig und trainierte dort unter Cheick-Idriss Gonschinska. Im September 2010 beendete er seine Karriere als Hürdensprinter und wechselte als Anschieber zum Bobsport.
Er absolvierte nach dem Abitur eine Ausbildung zum Kaufmann in der Grundstücks- und Wohnungswirtschaft.

## Erfolge
| Jahr | Erfolg                                                                               |
| ---- | ------------------------------------------------------------------------------------ |
| 1999 | Deutscher A-Jugendmeister (110 Meter Hürden)                                         |
| 1999 | 3. Platz Junioreneuropameisterschaften (110 Meter Hürden)                            |
| 2000 | Deutscher Jugendhallenmeister (60 Meter Hürden)                                      |
| 2000 | Deutscher A-Jugendmeister (110 Meter Hürden)                                         |
| 2000 | Juniorenvizeweltmeister (110 Meter Hürden)                                           |
| 2001 | Deutscher Juniorenmeister (110 Meter Hürden)                                         |
| 2001 | 3. Platz Deutsche Meisterschaften (110 Meter Hürden)                                 |
| 2001 | Teilnahme U23-Europameisterschaften (110 Meter Hürden – Im Halbfinale ausgeschieden) |
| 2005 | Deutscher Hallenmeister (60 Meter Hürden)                                            |
| 2005 | 5. Platz Halleneuropameisterschaften (60 Meter Hürden)                               |
| 2005 | Deutscher Meister (110 Meter Hürden)                                                 |
| 2005 | Teilnahme Weltmeisterschaften (110 Meter Hürden)                                     |
| 2006 | Deutscher Hallenmeister (60 Meter Hürden)                                            |
| 2006 | Deutscher Meister (110 Meter Hürden)                                                 |
| 2006 | Vizeeuropameister (110 Meter Hürden)                                                 |
| 2007 | Deutscher Hallenmeister (60 Meter Hürden)                                            |
| 2007 | Deutscher Meister (110 Meter Hürden)                                                 |
| 2007 | Teilnahme Weltmeisterschaften (im Halbfinale ausgeschieden)                          |
| 2008 | Deutscher Hallenmeister (60 Meter Hürden)                                            |
| 2008 | Deutscher Meister (110 Meter Hürden)                                                 |

## Persönliche Bestleistungen
| Disziplin               | Leistung | Datum           | Ort                    |
| ----------------------- | -------- | --------------- | ---------------------- |
| 60 Meter Hürden (Halle) | 7,54 s   | 2. Februar 2008 | Stuttgart, Deutschland |
| 110 Meter Hürden        | 13,31 s  | 9. Juli 2005    | Cuxhaven, Deutschland  |

## Leistungsentwicklung
| Jahr | 110 Meter Hürden (in s) |
| ---- | ----------------------- |
| 1999 | 13,91                   |
| 2000 | 13,78                   |
| 2001 | 13,83                   |
| 2002 | 13,80                   |
| 2003 | 13,66                   |
| 2004 | 13,62                   |
| 2005 | 13,31                   |
| 2006 | 13,33                   |
| 2007 | 13,33                   |
| 2008 | 13,49                   |
| 2009 | 13,53                   |